# IMindMap
iMindMap（アイマインドマップ）とは、かつてマインドマップの開発者トニー・ブザンが公認したマインドマップ作成ソフトである。人間の思考プロセスとコンピュータを融合させた初めてのソフトウェアと謳っている。Windows用とmacOS用がある。デスクトップ・アプリケーションとしては、機能限定の有料Home&Student版、全機能が使える有料Ultimate版の2つの製品が用意されている。また、iOS機器やAndroidを搭載したモバイル機器からクラウドコンピューティングの発想でインターネット上で利用するためのFreedomというオンラインソフトウェア製品がある。
2019年、基本的なマインドマップを超え仕事と学習の未来に力を与える新世代のマインドマップソフトウェア、Ayoaに生まれ変わった。

## 機能
- マインドマップ作成機能。
- Microsoft Officeとの連携機能 - 作成したマインドマップを簡単に、Microsoft Word(階層テキスト形式)やMicrosoft PowerPoint(マインドマップとその描画アニメーション)に変換することができる。
- リンク機能 - WebのURL・既存のファイル・電子メールなどをリンクさせ、参照できる。
- ノート機能 - それぞれのブランチごとにノートを追加しておくことが出来る。
- フリーハンド機能 - 手描きのマインドマップ同様、フリーハンドのブランチを作成し思考を広げることができる。
- 出力機能 - PDF、画像（JPEG, PNG, BMP)、Webページ（HTMLファイルと画像ファイル）への出力ができる。
- プレゼンテーション表示 - ブランチを閉じたり開いたりすることの出来る。

## バージョン
- 購入版 - iMindMap 7(2013年11月-発売）は以下の機能を含んでいます： プレゼンテーションビュー、DropTaskの統合、3Dビュー、ブランチアート、スマートレイアウト、マルチマップ、フローチャート、スプレッドシート、マップスニペット、オーディオノートの追加・エクスポート、データーの追加（ドラッグ&ドロップ通じて)、印刷、フィルター、Microsoft Officeの統合（Microsoft Word、Excel、PowerPoint, Project, Outlook)、Apple iWork(Pages, Numbers, Keynote)とOpen Office.org (Writer, Calc, Impress); プロジェクト管理のためプロジェクトビュー、イメージとアイコンのライブラリー、スケッチツール、OPMLインポートとエクスポート、ブランチの展開と折りたたむ、フォーカスオン・アウト、リレーションシップの矢印、境界線、MindManager、NovaMind、Freemind、Wordファイルのインポート、ウェブページ・PDF・SVGのエクスポート。iMindMapはWindows 8 および Mac Mavericksに対応しています。サポートされる言語：英語(UK & USA)、日本語、スペイン語、フランス語、ドイツ語、オランダ語、ポルトガル語、イタリア語、ロシア語、ポーランド語、繁体字中国語、デンマーク語。
- 最新の版(2013年11月-発売)、iMindMapデスクトップの版に7つの機能が追加されました：ブランチアート、全く新しいユーザーインターフェース、PowerPointにプレゼンテーションのエクスポート、DropTaskの統合、新しいエディターツール、プレゼンテーションの背景、テンプレートとPDFのハンドアウト、新しいスケッチと変更できるスキン。
- サブスクリプション版 - [iMindMap Freedom]は2012年03月に販売されたサブスクリプション製品。これは以下のことを含んでいます： iPhone, iPadとAndroidフォンとタブレットのiMindMapアプリ、ウェブブラウザー通じてアクセスできるオンラインマップエディター、対応しているデバイスの間にマインドマップを同期・保持するようにiMindMap Cloudのアクセス。

## 歴史
- 2008年2月22日 - iMindMap日本語版スタンダードエディション発売
- 2019年 - iMindMapの開発終了および新世代のマインドマップソフトウェア、Ayoaを発表

## 参考
List of concept- and mind-mapping software